# Jardim (Mato Grosso do Sul)
Jardim é um município brasileiro, da região Região Centro-Oeste do Brasil, no estado de Mato Grosso do Sul. Fundada em 1946, seus primeiros moradores foram operários da construção da rodovia que ligaria o Brasil à fronteira com o Paraguai, a qual permitiu e ao município tornar-se uma cidade-polo e ter uma posição geográfica privilegiada. A cidade é conurbada com Guia Lopes da Laguna, a qual possui, junto com esta, 34.581 habitantes.
É um dos quatro municípios que integram o complexo turístico do Parque Nacional da Serra da Bodoquena (juntamente com Guia Lopes da Laguna, Bonito e Bodoquena), apresentando grande potencial turístico. Jardim também possui um grande potencial no segmento do Turismo Histórico-Cultural, pois detém vários monumentos relacionados à Retirada da Laguna, um dos episódios da Guerra do Paraguai. Além do pioneirismo no artesanato em osso, madeira e couro, conhecido e comercializado nacionalmente e internacionalmente.. Com o objetivo de incrementar o ecoturismo no Programa de Desenvolvimento do Turismo, recentemente houve investimentos de mais de R$ 130 milhões em obras e programas de saneamento, pavimentação e incentivo ao ecoturismo na região da Serra da Bodoquena.

## História

### Primórdios
A Fazenda Jardim
A história de Jardim está diretamente ligada à Guerra da Tríplice Aliança, palco do capítulo da Retirada da Laguna. Ao chegar ao sul do Mato Grosso, José Francisco Lopes fundou, às margens do rio Miranda, uma fazenda de nome Jardim, onde se dedicou à pecuária. Com o início dos conflitos da Guerra do Paraguai, Lopes tornou-se peça fundamental aos soldados brasileiros por ser grande conhecedor da região, guiando os soldados até Bela Vista. Após a Batalha do Nhandipá, Carlos de Morais Camisão ordenou a retirada das tropas, futuramente conhecida como A retirada da Laguna.
José Francisco Lopes, o guia Lopes, novamente guiou os soldados na retirada. Na margem esquerda do rio Miranda, guia Lopes faleceu. Enterrado no meio do acampamento junto com coronéis e soldados mortos pela cólera morbo. Hoje esse local é chamado de Cemitério dos Heróis. Os soldados que restaram esperaram a correnteza do rio abaixar para acessar o pomar da fazenda Jardim, na margem direita do rio Miranda. Na ânsia da fome, comeram as laranjas do pomar da fazenda, recuperando as forças para terminar a retirada.
Construção da ponte sobre o Rio Miranda

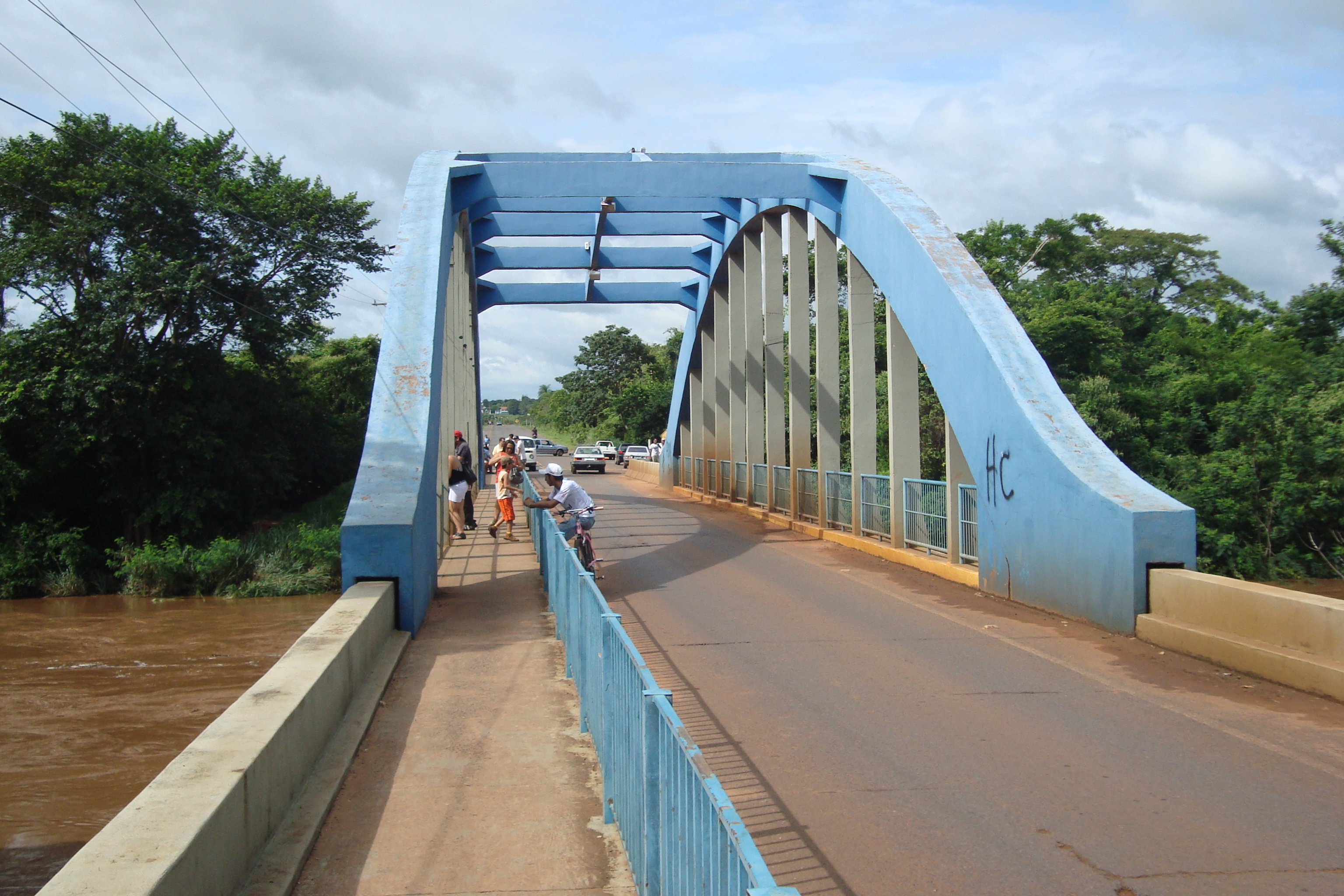
"Ponte Velha" construída na Era Vargas, essa ponte por muito tempo serviu como única ligação do oeste brasileiro ao Paraguai.

Por volta do ano de 1934, houve a necessidade de se construir uma rodovia que ligasse o município de Aquidauana à Porto Murtinho e Bela Vista, ambos na fronteira com o Paraguai. Iniciadas as obras nas margens do rio Miranda, tendo em vista a continuidade das obras o batalhão, criado pelo presidente Getúlio Vargas, se desloca para a margem direita do Rio Miranda. Na época, existia um vilarejo chamado patrimônio Guia Lopes (onde hoje é o município de Guia Lopes da Laguna). Com a construção da ponte sobre o rio Miranda, o batalhão mudou-se para a margem esquerda do rio.

### Desenvolvimento
Município de Jardim e Divisão de Mato Grosso
Diante das dificuldades encontradas na época, havia a necessidade da criação de uma comissão própria. Nascia assim, no dia 3 de março de 1945, a CER-3 (Comissão de Estradas e Rodagem Nº3), que era uma organização militar ligada ao Ministério da Guerra. Após a sua criação, a CER-3 impulsionou o desenvolvimento do vilarejo de nome Jardim. O comandante da CER-3, Major Alberto Rodrigues da Costa, loteou e vendeu aos seus funcionários as terras da Fazenda Jardim, compradas ao proprietário, Fábio Martins Barbosa. A data de entrega dos lotes é considerada a data de fundação de Jardim, na época distrito de Bela Vista, fato ocorrido em 14 de maio de 1945. O distrito de Jardim foi elevado a distrito-sede em 11 de dezembro de 1953, e comarca em 15 de novembro de 1969. Em 1977 o município passa a fazer parte do atual estado de Mato Grosso do Sul. Em 30 de janeiro de 1981, foi criada a Diocese de Jardim. Logo após o término da construção da rodovia, a CER-3 permaneceu na região, extinta em 1986, dando lugar à 4.ª Companhia de Engenharia de Combate Mecanizada, ligada ao Comando Militar do Oeste.

## Geografia

### Localização
O município de Jardim está situado no sul da região Centro-Oeste do Brasil, no sudoeste de Mato Grosso do Sul (Microrregião de Bodoquena) e próximo à fronteira com o Paraguai (76 km). Localiza-se na latitude de 21º28’48” Sul e longitude de 56°08’16” Oeste. Distâncias:
- 234 km da capital estadual (Campo Grande)
- 1 260 km da capital federal (Brasília).

### Geografia física
Solo
Na porção oeste do município, predomina a ocorrência de Luvissolos de textura arenosa média com baixa fertilidade natural, já nas porções central e leste, há ocorrência de Latossolo de textura argilosa e Neossolos ambos com elevada fertilidade natural, sendo os últimos, no entanto, muito rasos e apresentando afloramentos rochosos. Ocorrem ainda no município Chernossolos, Gleissolos, Latossolo Vermelho-Escuro e Plintossolo.
No solo há as seguintes ocorrências minerais: cobre, areia, calcário calcítico e dolomito.
Relevo e altitude
Por estar numa região chamada Depressão do Miranda, não há grandes altitudes, e a altitude média do município é de 259 metros.
Apresenta relevo plano geralmente elaborado por várias fases de retomada erosiva, com relevos elaborados pela ação fluvial, áreas planas  resultante de acumulação fluvial sujeita a inundações periódicas. Área plana ou embaciada, zonal, argilosa e arenosa, sujeita a inundações Periódicas, ligadas ou não à rede de drenagem atual.
Clima e pluviosidade
Está sob influência do clima tropical (Aw). As temperaturas do mês mais frio estão entre 15 °C e 20 °C. O período seco é de 3 a 4 meses (junho, julho e agosto) e as precipitações entre 1.200 e 1.500mm anuais, sendo mais chuvosos nos meses de novembro, dezembro e janeiro, caracterizando clima tropical úmido.
Hidrografia

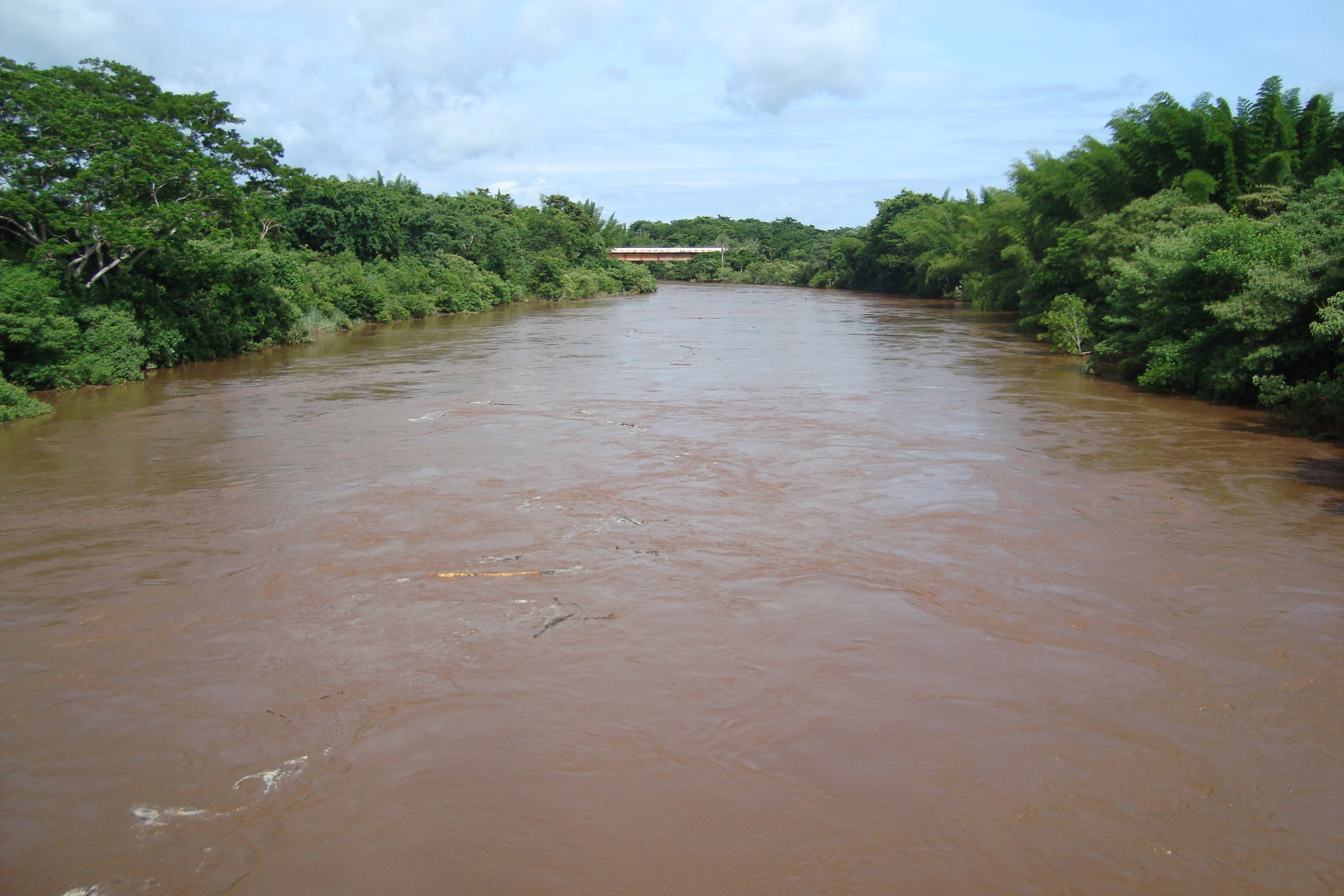
Trecho do rio Miranda.

Está sob influência da Bacia do Rio da Prata. O município pertence à Bacia do rio Paraguai e sub-bacias dos rios Miranda e Aquidauana. Principais rios:
- Rio Miranda: afluente pela margem esquerda do rio Paraguai. Possui 700 km de extensão, sendo 200 km navegáveis, e faz divisa entre os municípios de Jardim e Guia Lopes da Laguna banhando ambas as cidades e entre o município de Bonito e os de Guia Lopes da Laguna. Deságua no rio Paraguai, na altura do distrito de Albuquerque, no município de Corumbá. Possui extensão de 318 km, sendo navegável da foz à cidade de Miranda.
- Rio Perdido: afluente pela margem direita do rio Apa, na fronteira entre Brasil e a República do Paraguai. Limite entre os municípios de Porto Murtinho e Jardim.
- Rio da Prata  – Afluente pela margem esquerda do rio Miranda; nasce na serra da Bodoquena, fazendo divisa entre o município de Bonito e o de Jardim.
- Rio Roncador – Um dos rios dos formadores do rio Miranda, no município de Jardim; nasce na serra de Maracaju.
- Rio dos Velhos – Afluente do rio Miranda nasce no município de Jardim.
- Rio Verde – Afluente do rio da Prata, corta o município de Jardim.

Vegetação
Se localiza na região de influência do Cerrado, na área central do município e vestígios de mata atlântica a oeste e sul, típica da região da Serra da Bodoquena. A cobertura predominante é a pastagem plantada. Encontra-se a menor proporção vegetação natural de Cerrado nas fisionomias Arbóreo Denso (Cerradão) e Gramíneo-Lenhoso (Campo), Floresta Estacional, bem como encraves da Cerrado com a Floresta.

### Geografia política
Fuso horário
Está a -1 hora com relação a Brasília e -4 com relação a Greenwich.
Área
Ocupa uma superfície de 2 201,725 km² de extensão.
Subdivisões
Além da sede, Jardim é constituído do distrito de Boqueirão.
Arredores
- Norte: Bonito e Guia Lopes da Laguna;
- Sul: Bela vista e Ponta Porã;
- Leste:Guia Lopes da Laguna e Nioaque;
- Oeste: Caracol, Porto Murtinho e Bela Vista

## Economia
| Crescimento do Produto Interno Bruto (PIB) | Crescimento do Produto Interno Bruto (PIB) | Crescimento do Produto Interno Bruto (PIB) |
| Ano                                        | PIB (R$)                                   | PIB per capita (R$)                        |
| ------------------------------------------ | ------------------------------------------ | ------------------------------------------ |
| 2002                                       | 98.859.362                                 | 4.213                                      |
| 2003                                       | 113.993.505                                | 4.784                                      |
| 2004                                       | 130.056.611                                | 5.376                                      |
| 2005                                       | 142.090.098                                | 5.786                                      |
| 2006                                       | 158.140.000                                | 6.346,00                                   |
| 2007                                       | 175.338.000                                | 7.512,00                                   |
| 2008                                       | 196.115.786                                | 8.157,22                                   |

A economia na região está baseada na principalmente na atividade primária (pecuária e agricultura), apesar de o comércio ser a principal fonte de arrecadação de ICMS. O turismo também tem se destacado no setor econômico do município, desenvolvendo-se por suas potencialidades e localização estratégica.
| ICMS        | Participação Municipal(%) |
| ----------- | ------------------------- |
| Comércio    | 74,27%                    |
| Pecuária    | 8,25%                     |
| Eventuais   | 6,02%                     |
| Agricultura | 5,19%                     |
| Serviços    | 0,88%                     |
| Indústria   | 0,42%                     |

### Centro de zona B
Jardim, com quase 25 mil habitantes e 1 relacionamento direto, é um Centro de Zona B. Nível formado por cidades de menor porte e com atuação restrita à sua área imediata; exercem funções de gestão elementares. Jardim é uma das 364 cidades no Brasil com a classificação Centro de Zona B. A cidade exerce influência sobre a cidade de Guia Lopes da Laguna (Centro Local).

## Infraestrutura
Residem em Jardim mais de 25 mil habitantes, que contam com razoável infraestrutura urbana: água tratada, transporte rodoviário e urbano, bancos, hotéis, hotéis-fazendas, pousadas e motéis.

### Finanças
A cidade possui 5 agências bancárias: Banco do Brasil, Bradesco, CEF, SICREDI e SICOB

### Comunicações
Possui 1 unidade dos correios e 3.475 terminais de telefonia instalados.

### Transporte
Transporte coletivo Santo Antônio que de roda de 1 em 1 hora entre os municípios de Jardim e Guia Lopes da Laguna, atualmente desativado.

#### Interurbano
Rodoviário
Além de ser atendida pelas rodovias BR-060 e BR-267, Jardim possui um terminal rodoviário de passageiros, que faz a ligação da cidade com o resto do estado, da região e do resto do país. Registra um bom fluxo de passageiros para outras localidades, especialmente em datas comemorativas. Atendida principalmente pela empresa Viação Cruzeiro do Sul, interliga às seguintes cidades:
- Campo Grande
- Aquidauana
- Miranda
- Bonito
- Dourados
- Ponta Porã

Aéreo
Possui um total de 2 espaços para necessidades aéreas:
- Aeroporto de Jardim: não há voos regulares por empresas de grande porte, visto que o mesmo está desativado.
- Aeroclube de Jardim: propício para aeronaves pequenas.

##### Transporte urbano
- Mototáxi: essa modalidade de transporte faz um estrondoso sucesso na cidade, sendo muito requisitado pela população, especialmente porque em Jardim não há opção de ônibus urbanos para atender a população,e as pessoas aprovam 100%.
- Táxi: trata-se de uma opção de transporte mais exclusiva disponível à população, pois possui um preço mais elevado.  também é muito requisitado especialmente porque a cidade carece de opção de ônibus urbanos circulando.

### Segurança

#### Ordem pública
- Polícia Civil
- Polícia Militar
- Polícia Rodoviária Federal

#### Forças armadas
| Organização                                       | Sigla            |
| ------------------------------------------------- | ---------------- |
| 4.ª Companhia de Engenharia de Combate Mecanizada | 4º Cia E Cmb Mec |

### Ensino
O ensino local apontam para uma cidade com mão de obra cada vez mais capacitada, além de contínuos investimentos em ensino, ciência e tecnologia. Existem ainda 11 escolas municipais, 3 Centros Integrados de Educação Infantil (CIEI), 3 Centros de Múltiplo Uso, 3 escolas estaduais e 5 escolas particulares. Jardim também conta com 3 universidades interativas e uma unidade da UEMS. Cursos oferecidos:
- UEMS: Turismo, Letras (inglês e português) e Geografia.[25]
- UNIGRAN: Matemática, Administração, Teologia, Pedagogia,Ciências Contábeis, Tecnologia em Agronegócios, Tecnologia em Negócios Imobiliários.
- UNIDERP: Administração, Pedagogia (licenciatura) e Serviço Social.[26]
- UFMS: em parceria com a UEMS, oferece o curso de Biologia.
- IFMS: Técnico integrado (Técnico em Edificações e Técnico em Informática), bacharelado em Arquitetura e Urbanismo e licenciatura em Computação, outros.

### Unidades de saúde
- 1 Hospital e Maternidade: Hospital Marechal Rondon;
- 1 Unidade Básica de Saúde e  7 ESFs;
- 1 Centro de Especialidades Odontológicas;
- 4 Clínicas especializadas.

## Administração
Em 1 de janeiro de 2017, Guilherme Alves Monteiro tornou-se prefeito do município de Jardim. (2017/2020)
Em 15 de novembro de 2020 Clediane Areco Matzenbacher foi eleita a primeira prefeita de Jardim para o quadriênio 2021/2024, obtendo 20 votos a mais que o segundo colocado Guilherme Monteiro, candidato à reeleição.
Em 17 de setembro de 2010 o prefeito do município, Evandro Antônio Bazzo faleceu, e assim, o vice-prefeito Carlinhos Grubert assumiu o cargo com mandato até 2012.
```
Estrutura do poder executivo e legislativo:
[
29
]
```

- Prefeito: Clediane Areco Matzenbacher (2021/2024)
- Vice-prefeito: Geraldo Alencar
- Presidente da câmara: Glaucio Cabreira (2021/2023)

## Turismo
Jardim possui vários pontos de atração turística urbana e rural, e a concentração elevada de calcário no solo favorece o aparecimento de rios de acentuada limpidez, formando cachoeiras e grutas de elevado valor científico. Juntamente com Guia Lopes da Laguna, Bonito e Bodoquena, constituem o Complexo Turístico da Serra da Bodoquena, região de grande potencial turístico. Abaixo a relação de todas as atividades turísticas urbanas e rurais:

### Turismo histórico
Palco da Retirada da Laguna e da ocupação das terras por operários da CER-3, a cidade preserva sua história mantendo monumentos da época. Jardim é o único município do Complexo Turístico da Serra da Bodoquena a apresentar o turismo histórico.[carece de fontes?] São eles:
Monumento Histórico dos Heróis (Cemitério dos Heróis)
Localizado a 5 km do município, é o local onde foram enterrados os corpos dos generais e do guia Lopes, entre outros soldados. O passeio também inclui visita às trincheiras do tempo da guerra do Paraguai, ainda preservadas.
Ponte Velha
Trata-se de uma ponte construída na Era Vargas, década de 1930. Importante ligação para o sudoeste de Mato Grosso do Sul, mormente a ligação para Bela Vista e Porto Murtinho, é tida como "obra de arte" sobre o rio Miranda.
‎
Igreja Santo Antônio
Primeira igreja da cidade, em estilo da década de 1940.

### Ecoturismo
O ecoturismo na região é uma forma de explorar a riqueza da natureza, sem deixar de preservá-la.

#### Áreas verdes abertas
Rio da Prata
Rio de elevada transparência e teor de calcário. Na época de inverno, a transparência pode chegar a 50 m. Nas margens do rio existe uma RPPN de 307 hectares, possibilitando a contemplação da fauna e flora típicas da região. Os balneários nesse rio são em sua maioria particulares, sendo um municipal.
Rio Miranda
Rio que faz a divisa de Jardim com Guia Lopes da Laguna, onde é possível também a prática de bóia-cross.
Lagoa Grande
Lagoa com 70 hectares de espelho d'água, propícia aos esportes náuticos e passeios ecológicos.
Recanto Ecológico Rio da Prata
Onde se localiza a nascente do Rio Olho D'água, que possui águas límpidas.
Santuário da Prata
Com infraestrutura de ecoturismo, possui uma trilha de 2,5 km pela mata ciliar do Rio da Prata.

#### Grutas e depressões
Em decorrência da formação geológica da região, existem muitas grutas. Algumas ainda não foram abertas para a visitação, de acordo com a portaria do IBAMA de 2001, que regulamenta a visita nas grutas. [carece de fontes?]Entre as já liberadas:
Buraco das Araras
Maior depressão de granito da América Latina, possui cerca de 100 m de profundidade e 500 m de circunferência. O seu nome se originou da enorme quantidade de araras que sobrevoam o local.
Lagoa Misteriosa
Depressão ideal para mergulho, possui este nome por que no mês de fevereiro ouve-se sons estranhos emitidos nas proximidades da lagoa, que lembram turbinas de avião ou tambores indígenas. Situado às margens do Rio da Prata, possui 80 metros de profundidade por 40 metros de diâmetro e composto por dois fossos (um de 60 metros e o outro ainda não medido, mas relatos dizem que mergulhadores já desceram 220 metros e ainda assim não conseguiram avistar o fundo). Possuindo águas límpidas, é possível avistar a vegetação às margens da lagoa a 20 metros de profundidade.
Buraco das Abelhas
Primeira gruta alagada do Brasil, ideal para o espeleo-mergulho.
Grutas da Figueira
Vizinha do Buraco das Abelhas, possui duas cavernas: Caverna do sapo e Caverna do Jucá
Gruta do Curé
Gruta que possui dezenas de espeleotemas.

#### Estrutura montada
Fazenda Pousada Jatobá
Possui completa infraestrutura ecoturística. Organiza passeios em açudes e para contemplar a fauna e flora.

### Turismo de Eventos
Jardim possui um equipado Centro de Convenções, chamado "Oswaldo Fernandes Monteiro". A capacidade do local é para 225 pessoas confortavelmente sentadas, ambiente climatizado, equipamento de som de alta qualidade, banheiros, copa e cozinha, o que torna apto o município de estar captando e realizando eventos de âmbito regional e nacional. Destaca-se também eventos públicos, realizados na praça central da cidade:
Jardim Folia

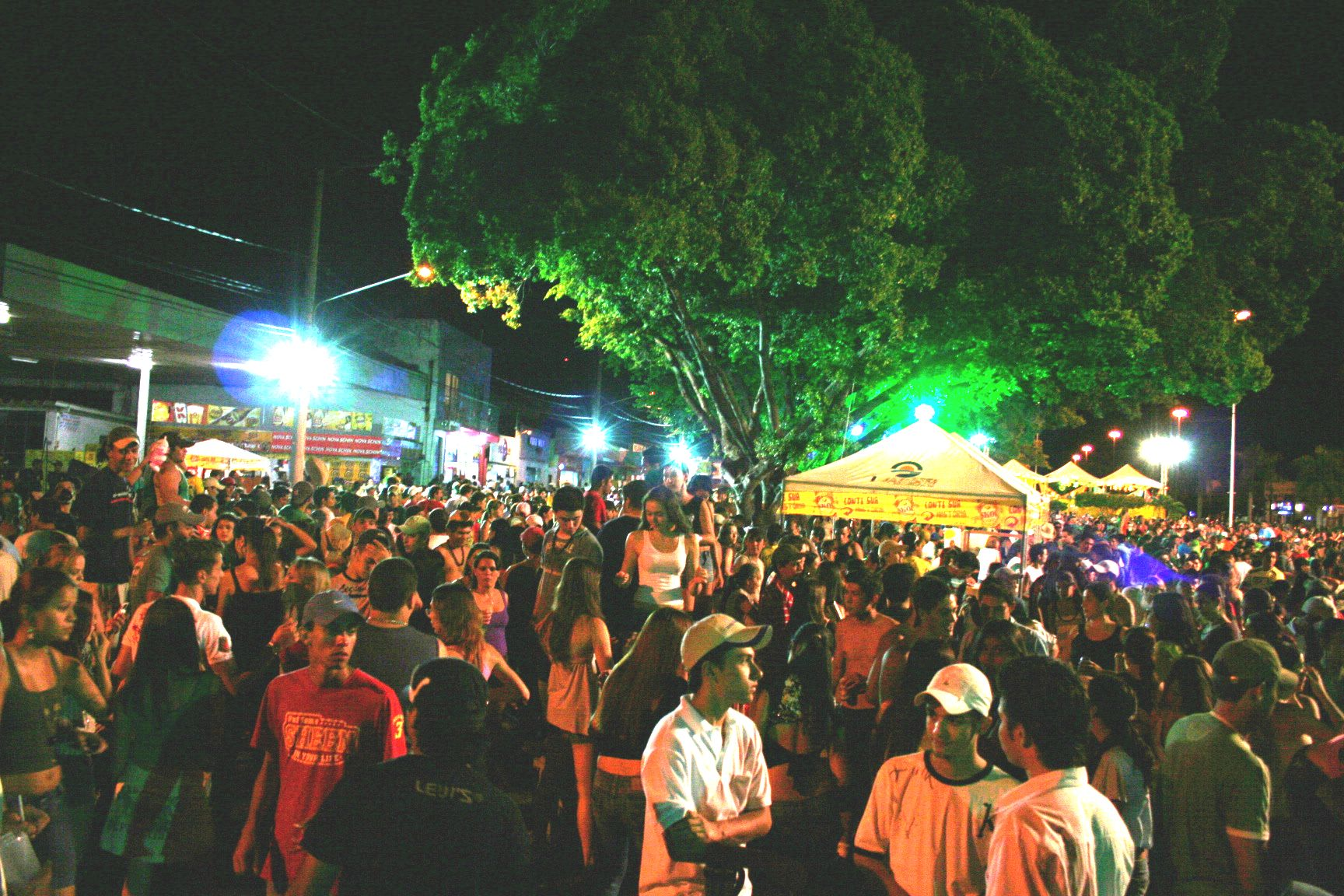
Carnaval Jardim Folia

É um dos mais conhecidos eventos carnavalescos do estado, considerado um dos melhores carnavais de Mato Grosso do Sul e responsável pela introdução da cidade no mercado do turismo. Nos primórdios do município o carnaval era realizado em clubes, sendo agora festejado todos os anos na praça central, atraindo milhares de turistas.
Expo Jardim
Criada em 2003 e realizada no mês de Abril, a exposição agropecuária de Jardim tornou-se uma vitrine de negócios para os pecuaristas e agricultores da região, consolidando-se como um dos eventos de grande importância econômica para o município.
Moto Show
Evento patrocinado pela prefeitura municipal, conta com uma exposição de motos e acrobacias, com competidores vindo de diversos lugares do país.[carece de fontes?]
Festa da Cultura
Inicialmente chamada de "November Fest", o evento é uma união de carnaval de rua com manifestações culturais do povo da região.
Marcha da Retirada da Laguna
Soldados e civis de Bela Vista, Jardim e Nioaque percorrem o mesmo trajeto da coluna do coronel Camisão, com paradas nos pontos históricos. A marcha teve início em 1999.

## Cultura

### Museus
- Museu CER-3

O museu foi criado pelos militares e ex-funcionários da CER-3 como forma de preservar a história da região.
O acervo do museu conta com fotos, relatos, documentos e equipamentos antigos, como os projetores e objetos do extinto "Cine Jardim", a antiga moeda Jardinense, o Boró. A CER-3 era uma Organização Militar ligada ao Ministério da Guerra e tinha por objetivo mandar oficiais para a construção da rodovia que dá acesso à região de fronteira com o Paraguai.
O museu encontra-se nas dependências da 4ª Cia E Cmb Mec.

### Artesanato
O artesanato da região é confeccionado em madeira, osso, metais e couro. A iniciativa é um projeto social da prefeitura, que visa a criação de emprego e renda.

## Religião
Conforme o Censo de 2010 do IBGE, a população jardinense é formada por grupos religiosos como cristãos (90,86%), Se subdividindo em Católica Apostólica Romana (66,16%), Evangélicas de Missão (5,27%), Evangélicas de origem pentecostal (14,58%), Restauracionista (1,32%) e Outros cristãos (3,53%). Há ainda Rencarnacionista (0,09%), Afro-brasileiras (0,09%), Orientais (0,81%), Indefinidos (0,66%) e Não-religiosos (6,60%).
Nos anos 1990 o Reverendo Moon, da Igreja da Unificação, deu início ao ambicioso projeto de transformar a cidade de Jardim, no Mato Grosso do Sul, em uma "Nova Coreia", com milhares imigrantes coreanos e japoneses. A chegada em massa dos orientais à pequena cidade causou toda espécie de estranhamento.

### Cristãos
É de longe o maior grupo religioso presente em Jardim, totalizando 90,86% de sua população.

#### Católicos

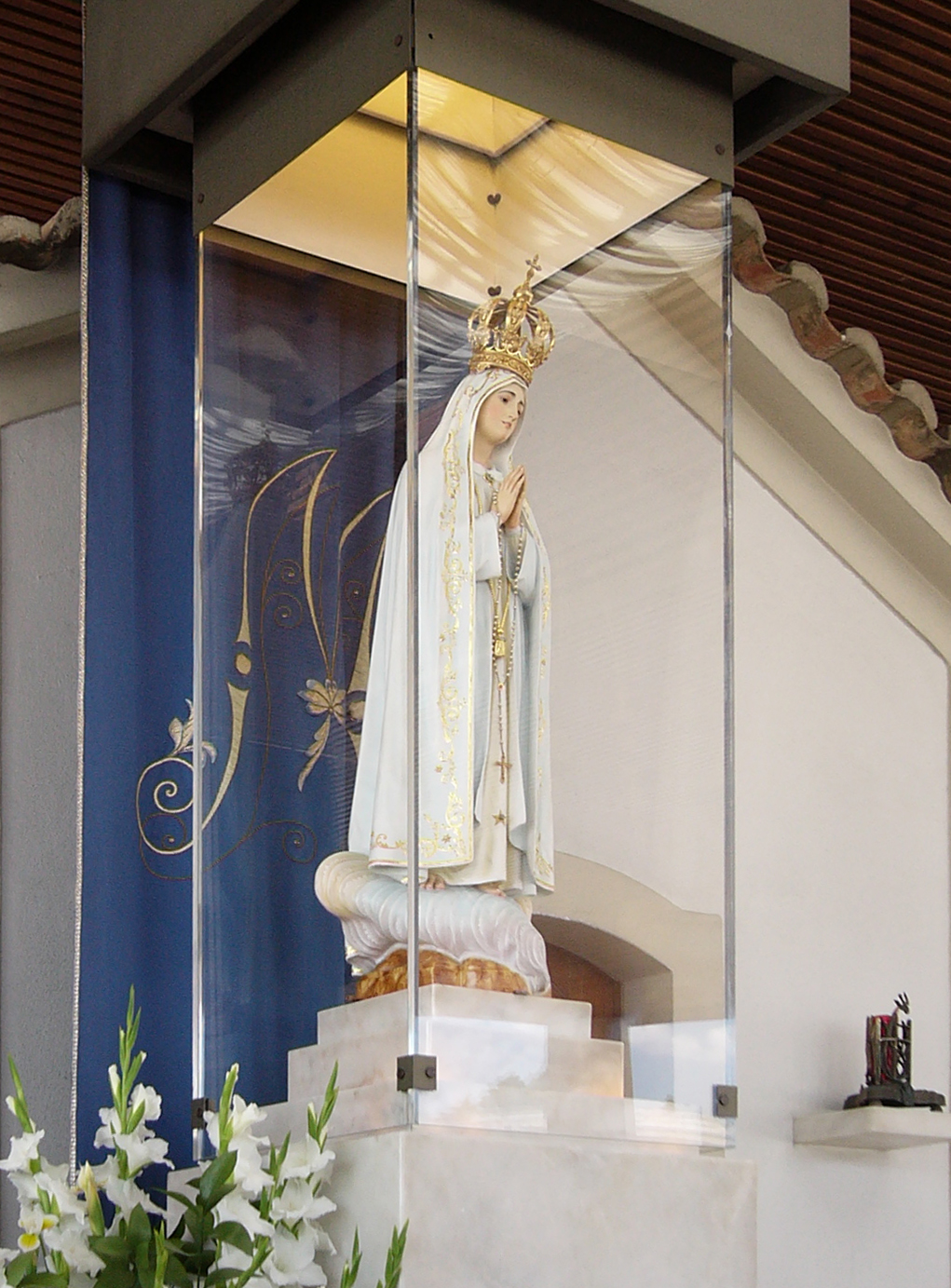
Imagem de Nossa Senhora de Fátima, padroeira do município

Jardim localiza-se no país mais católico do mundo em números absolutos. A Igreja Católica teve seu estatuto jurídico reconhecido pelo governo federal em outubro de 2009, ainda que o Brasil seja atualmente um estado oficialmente laico..
A Igreja Católica reconhece como padroeiros da cidade Nossa Senhora de Fátima. O município pertence à Circunscrições eclesiásticas da Regional Oeste I (que atende Mato Grosso do Sul) e de acordo com a divisão resolvida pela Igreja Católica, o município de Jardim pertence à Província Eclesiástica de Campo Grande, mais precisamente à Diocese de Jardim e é sede de uma paróquia. Seu atual bispo, desde maio de 2009, é o bispo prelado brasileiro João Gilberto de Moura. Grupo formado por 66,16% dos seus habitantes, sendo a Católica Apostólica Romana a única representante.
Igreja Matriz Nossa Senhora de Fátima
A catedral é a sede da Diocese de Jardim e seu complexo abrange a mitra diocesana, a cúria diocesana, os centros de pastorais, a residência oficial do padre e do bispo da diocese.

#### Protestantes
Embora seu desenvolvimento tenha sido sobre uma matriz social eminentemente católica, tanto devido à colonização quanto à imigração, é possível encontrar atualmente na cidade dezenas de denominações protestantes diferentes. De acordo com dados do censo de 2010 realizado pelo IBGE, a população local era composta 19,85% de protestantes.

##### Evangélicos de missão
Os evangélicos de missão totalizam 5,27% dos habitantes. Destes, 0,09% são luteranos, 1,46% são presbiterianos, 0,17% são metodistas, 2,89% são batistas e 0,95% são adventistas.

##### Evangélicos pentecostais
Os evangélicos pentecostais totalizam 14,58% dos habitantes. Destes, 2,91% é da Igreja Assembleia de Deus, 1,17% da Congregação Cristã do Brasil, 0,77% do Evangelho Quadrangular, 1,42% da Igreja Universal do Reino de Deus, 1,38% da Igreja Deus é Amor, 0,04% da Igreja Maranata, 1,02% da Comunidade Evangélica e 5,88% de outras evangélicas de origem pentecostal.
Templos
Em Jardim existem diversos templos evangélicos pentecostais (Assembleia de Deus, IURD, Congregação Cristã do Brasil e outras),

#### Restauracionista
Representado por 1,32% dos habitantes. Abrange apenas a Testemunhas de Jeová.

#### Outros cristãos
Em Jardim existem também cristãos de outras denominações, representado por 3,53% dos habitantes. Destes 3,27% são de outras igrejas evangélicas e 0,26% são de outras religiosidades cristãs.

### Outras denominações
O município é representado por variados outros credos, existindo também religiões de várias outras denominações tais como Testemunhas de Jeová, Maçônica, Messiânica, entre outras. São elas: 

#### Reencarnacionistas
Possui 1,00% do total, sendo todos espíritas.

#### Afro-brasileiras
Possui 0,09% do total, sendo todos do candomblé.

#### Orientais ou asiáticas
Com 0,81% de habitantes, se divide apenas na Igreja Messiânica Mundial.

### Indeterminados
Opções indeterminadas respondem por 0,66% dos habitantes.

### Não religiosos
O Grupo das pessoas não religiosas respondem por 6,60% dos habitantes.

## Desporto
Esporte Clube Jardim
Primeiro clube social de Jardim. Inicialmente era o local de eventos da alta sociedade e militares jardinenses.
Estádio Municipal Major Costa
Estádio que representa Jardim para competições urbanas e interurbanas.
Além do E.C.Jardim, que resiste até aos dias atuais, a cidade contou ainda com o E.C. Comercial, que já marcou presença no campeonato estadual.